# Атлетски клуб Маратон Сомбор
Атлетски клуб Маратон је атлетски клуб из Сомбора, Србија. Клуб је основан 1873. и то је најстарији активни атлетски клуб у Србији, као и на простору бивше Југославије.

## Историја
АК Маратон наставља традицију удружења које је настало 1873, чији је један од главних покретача био Александар Шана Деметровић. Он је 1872. дошао у Сомбор за наставника физичке културе, а његова активност је почела већ крајем школске 1873, када је и основано „Клизачко удружење“ са прикљученим атлетичарима. Он је обучавао дечаке Сомборске гимназије у дисциплинама трчања, скокова и бацања, а у пролеће сваке године они су на смотрама у присуству великог броја гледалаца приказивали своје вештине. На ливади иза зграде Жупаније, он је организовао ова атлетска такмичења, где су се ученици такмичили по разредима.
Један извод из годишњака Сомборске гимназије описује такмичење.
„Ученици су имали плаво-беле капе (боја Бачке жупаније), беле кошуље и плаво-бели појас. Такмичења су се увек одржавала после подне. Ученици су у дворедима излазили из гимназије и уз пратњу музике одсечним кораком одлазили на борилиште, где их је већ чекала бројна публика.“